# Лембарґ
Лембарґ (пол. Lembarg, нім. Lemberg, Kreis Strasburg) — село в Польщі, у гміні Яблоново-Поморське Бродницького повіту Куявсько-Поморського воєводства.
Населення — 379 осіб (2011).
У 1975-1998 роках село належало до Торунського воєводства.

## Демографія
Демографічна структура станом на 31 березня 2011 року:
|          | Загалом | Допрацездатний вік | Працездатний вік | Постпрацездатний вік |
| -------- | ------- | ------------------ | ---------------- | -------------------- |
| Чоловіки | 194     | 44                 | 133              | 17                   |
| Жінки    | 185     | 36                 | 104              | 45                   |
| Разом    | 379     | 80                 | 237              | 62                   |